# Villey-Saint-Étienne
Villey-Saint-Étienne – miejscowość i gmina we Francji, w regionie Grand Est, w departamencie Meurthe i Mozela.
Według danych na rok 1990 gminę zamieszkiwało 1037 osób, a gęstość zaludnienia wynosiła 60 osób/km² (wśród 2335 gmin Lotaryngii Villey-Saint-Étienne plasuje się na 360. miejscu pod względem liczby ludności, natomiast pod względem powierzchni na miejscu 256.).